# Santos de las Catacumbas

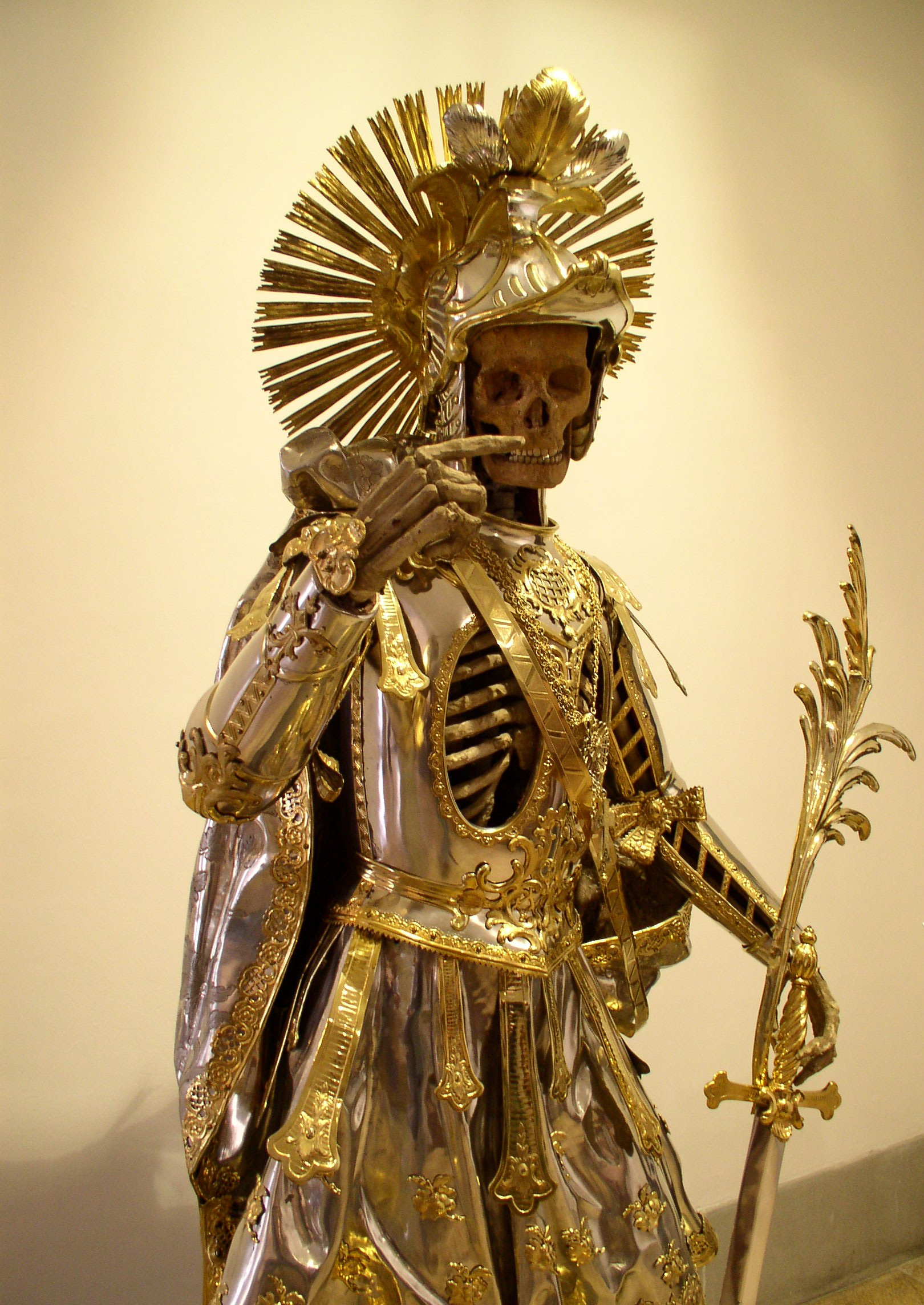
Una reliquia de la Basílica de San Pancracio en Roma. Imagen tomada en una exhibición en el Museo Histórico de San Galo en Wil, Suiza.

Los santos de las Catacumbas son cadáveres de la Antigua Roma que fueron exhumados de las catacumbas de Roma, recibieron nombres ficticios y fueron enviados al extranjero como reliquias de santos entre los siglos XVI y XIX. Se los decoraba profusamente con oro y piedras preciosas.

## Historia
Durante la Beeldenstorm del siglo XVI y la iconoclasia continuado del siglo XVII, las iglesias católicas de Europa se vieron privadas sistemáticamente de sus símbolos religiosos, iconografía y reliquias. Como respuesta, el Vaticano ordenó que miles de esqueletos fueran exhumados de las catacumbas romanas para ser trasladados a ciudades de Alemania, Austria y Suiza.
Pocos o ninguno de los cuerpos pertenecían a personas de relevancia religiosa, aunque por su enterramiento algunos cadáveres podrían haber pertenecido a mártires cristianos primitivos. Sin embargo, cada cuerpo fue vestido y decorado meticulosamente como si se trataran de santos católicos. Una iglesia llegó a gastar 75 Gulden vistiendo a su santo.
Aunque el haber vendido las reliquias se habría considerado simonía, las autoridades católicas se las arreglaron para captar fondos mientras combatían la iconoclasia mediante el gravamen del transporte, la decoración, el ingreso y la bendición. El historiador y autor Diarmaid MacCulloch comparó el coleccionismo de santos de las Catacumbas efectuado por familias ricas de Baviera con el coleccionismo de matrículas personalizadas de épocas recientes, considerando que numerosos santos compartían nombre.
En el siglo XIX ya se habían descubierto muchas de estas falsas reliquias. A muchas se les retiraron sus elementos decorativos y fueron destruidas, mientras que otras fueron almacenadas.